# 아귀찜
아귀찜은 아귀를 이용한, 한국 경상남도 마산(현 창원시 마산합포구)에서 유래된  찜 요리이다. 표준어는 아귀찜이나, 경상도 사투리로는 아구찜으로 불린다. 고춧가루와 다진 파, 마늘 등으로 매운 맛을 내고, 미더덕, 콩나물, 미나리 등으로 아귀와 함께 시원하고 개운한 맛을 낸다.
전통적인 마산 아귀찜을 만들기 위해서는, 찬바람에서 20~30일간 말린 아귀를 위의 재료와 함께 양념에 섞어서 양념이 잘 배게 해야 한다. 반면, 다른 지역에서는 그냥 아귀를 내장을 제거하고 사용한다. 이 아귀라는 생선은 약 30년 전까지만 해도, 그 생김새와 쓰임새가 거의 없어서, 버려지는 경우가 많았다. 그러나 어부들이 선술집에 잡은 아귀를 가지고 술 안주로 만들어 달라고 부탁하여 탄생한 것이 아귀찜이다.
현재 마산합포구 오동동을 중심으로 대표적 향토 요리로 사랑받으며, 전국에서 널리 사랑받는다. 옛 마산시에서는 관광객 유치 홍보를 위해 아귀찜을 9경(景) 5미(味) 가운데 5미 중 1미로 선정하기도 하였다.

## 아귀의 영양
쫄깃쫄깃 씹는 맛도 좋지만 살찔 염려도 없는 아귀는 미나리, 콩나물을 듬뿍 넣어서 찜을 하면 숙취에도 좋은 음식이다. 아귀는 바다의 종합영양제로 불리기도 하지만 특히 콜라겐이 많아 여성들이 많이 찾는다고 한다.

## 같이 보기
- 조림
- 한국 요리